# Claudin de Sermisy
Claudin de Sermisy (Piccardia?, 1490 circa – Parigi, 13 ottobre 1562) è stato un compositore e cantore francese, tra i più rinomati del suo tempo.

## Biografia
Claudin de Sermisy nacque probabilmente nell'area intorno a Noyon in Piccardia, oppure nell'Île-de-France o in Borgogna. Queste ultime ipotesi sono state formulate basandosi sulla somiglianza del cognome con i toponimi di alcune località, poiché, per evitare confusione, a volte si indicava una persona con il nome e il luogo di provenienza (ad esempio, Giovanni Pierluigi da Palestrina, Francesco Soriano etc.).
Il nome 'Sermisy' compare per la prima volta in alcuni documenti del 1508 che lo qualificano cantore della Sainte Chapelle di Luigi XII e componente del clero (nei ranghi più bassi).
Nel 1515 si recò in Italia con Francesco I di Valois, e nel 1520 fece parte, quasi certamente come cantore, dei festeggiamenti musicali organizzati da Francesco I ed Enrico VIII al Campo del Drappo d'Oro, sotto la guida di Jean Mouton; per quell'occasione potrebbe aver composto anche alcune musiche. Nel 1532 partecipò a un evento analogo che gli stessi sovrani ebbero a Bologna, per il quale sembra che scrisse il mottetto cerimoniale Da pacem Domine.
Sermisy nel 1516 ottenne un canonicato a Noyon e contemporaneamente a Notre-Dame-de-la-Rotonde a Rouen. Rassegnò le dimissioni prima del 10 dicembre 1524 per trasferirsi alla cappella della chiesa parrocchiale di Camberon vicino a Abbeville. All'incirca negli stessi anni venne nominato vice-maestro della Cappella reale, dove ottenne anche l'undicesimo canonicato; mantenne questo incarico fino alla morte.
Nel dicembre 1554 si aggiunse una prebenda per la cappella di Sainte Catherine nella cattedrale di Troyes. La nuova posizione offrì al musicista entrate consistenti e la possibilità di avere casa a Parigi, residenza nella quale ospitò nel 1559 i canonici di Saint Quentin che avevano lasciato la loro città, invasa dalle truppe spagnole.
I suoi ultimi anni sono poco documentati, ma sembra che Sermisy sia stato attivo come compositore fino alla fine, in base alle date di pubblicazione delle sue opere. Alla sua morte, fu sepolto nella cappella inferiore della Sainte Chapelle.

## Opere

### Chansons
- Au joly boys
- Aupres de vous secretement (two parts)
- C'est une dure departie
- Changeons propos, c'est trop chante d'amours
- Content desir, qui cause ma douleur
- En entrant en ung jardin (publ. 1529)
- Languir me fais
- Las je m'y plains
- Si mon malheur my continue
- Si vous m'aimez
- Tant que vivray (publ. 1527)
- Tu disais que j'en mourrais
- Vignon, vignon, vignon, vignette
- Vive la serpe

### Mottetti
- Aspice, Domine